# Jibbs feat. Jibbs
Jibbs feat. Jibbs é o álbum de estréia do rapper Jibbs, lançado em 24 de outubro de 2006.
O álbum iniciou em #11 da Billboard 200, com aproximadamente 47.000 cópias vendidas em sua primeira semana.
A música que alcançou maior sucesso do álbum é uma parceria com a vocalista das Pussycat Dolls, Melody Thornton, chamada "Go Too Far".

## Faixas
1. "Yeah Boii" (produzida por David Banner)
2. "Smile" (featuring Fabo) (produzida por Da Beatstaz)
3. "Chain Hang Low" (produzida por Da Beatstaz)
4. "Big Big Kid" (produzida por Da Beatstaz)
5. "Let's Be Real" (featuring J. Valentine) (produzida por Polow da Don)
6. "King Kong" (featuring Chamillionaire) (produzida por Da Beatstaz)
7. "Hood" (produzida por Da Beatstaz)
8. "Go Gurl" (produzida por Da Beatstaz)
9. "Go Too Far" (featuring Melody Thornton das Pussycat Dolls) (produzida por Da Beatstaz)
10. "I'm a Rhino" (produzida por Da Beatstaz)
11. "Bring It Back" (produzida por Polow da Don)
12. "Firr Az That Thang" (produzida por Dr. Luke)
13. "Chain Hang Low" (Remix) (featuring Yung Joc e Lil Wayne) (iTunes bonus track)
14. "King Kong" (Remix) (featuring Chamillionaire, Lil Wayne, Yo Gotti, e Chingy) (iTunes bonus track)

## Singles
1. "Go Too Far" (featuring Melody Thornton das Pussycat Dolls)
2. "Chain Hang Low"
3. "King Kong"
4. "Smile"